# Marinarozelotes kulczynskii
Marinarozelotes kulczynskii es una especie de araña araneomorfa del género Marinarozelotes, familia Gnaphosidae. Fue descrita científicamente por Bösenberg en 1902.
Se distribuye por Macedonia del Norte y Bulgaria. Introducido en EE. UU., el Caribe, Colombia, Brasil, Japón y Samoa. El cuerpo del macho mide aproximadamente 3,94 milímetros de longitud y el de la hembra 5,7 milímetros.